# Froyla Tzalam
Froyla Tzalam (27 de julio de 1971) es una antropóloga y lideresa comunitaria maya mopán beliceña que se desempeña como gobernadora general de Belice desde mayo de 2021.

## Biografía
Froyla Tzalam es del pueblo de San Antonio, Toledo. Se graduó con una licenciatura en antropología de Trinity University, Texas. También estudió una maestría en desarrollo rural de la Universidad de Sussex.
Fue directora ejecutiva del Sarstoon Temash Institute for Indigenous Management (SATIIM).
Tzalam fue preseleccionada para su nominación al Senado en enero de 2017, pero declinó para concentrarse en su trabajo con SATIIM.
El primer ministro de Belice Johnny Briceño, anunció el 22 de abril de 2021 que fue nominada para ser la próxima gobernadora general de Belice tras la jubilación de Colville Young. Es la tercera persona en asumir el cargo de gobernador general, la segunda mujer nombrada para el puesto, y la primera gobernadora general indígena americana en la Mancomunidad de Naciones.